# NGC 6085
NGC 6085 هي مجرة تتبع كوكبة الإكليل الشمالي. اكتشفها ألبرت مارث في 2 يوليو 1864.

## روابط خارجية
- NGC 6085 على موقع ويكي سكاي: DSS2, SDSS, GALEX, IRAS, Hydrogen α, X-Ray, Astrophoto, Sky Map, Articles and images